# کلاه نمدی

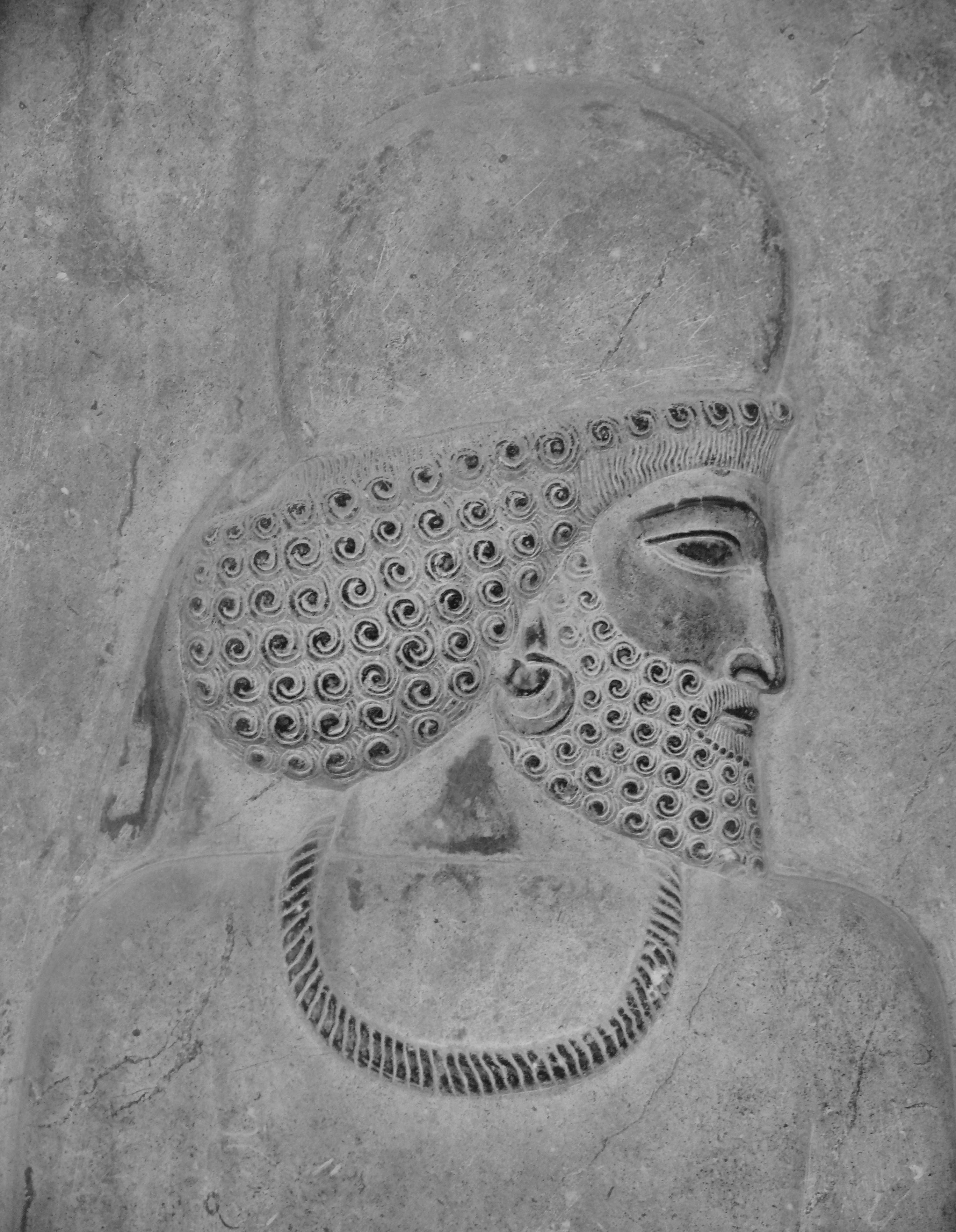
یک مرد ماد با کلاه نمدی گرد در کاخ آپادانای تخت جمشید

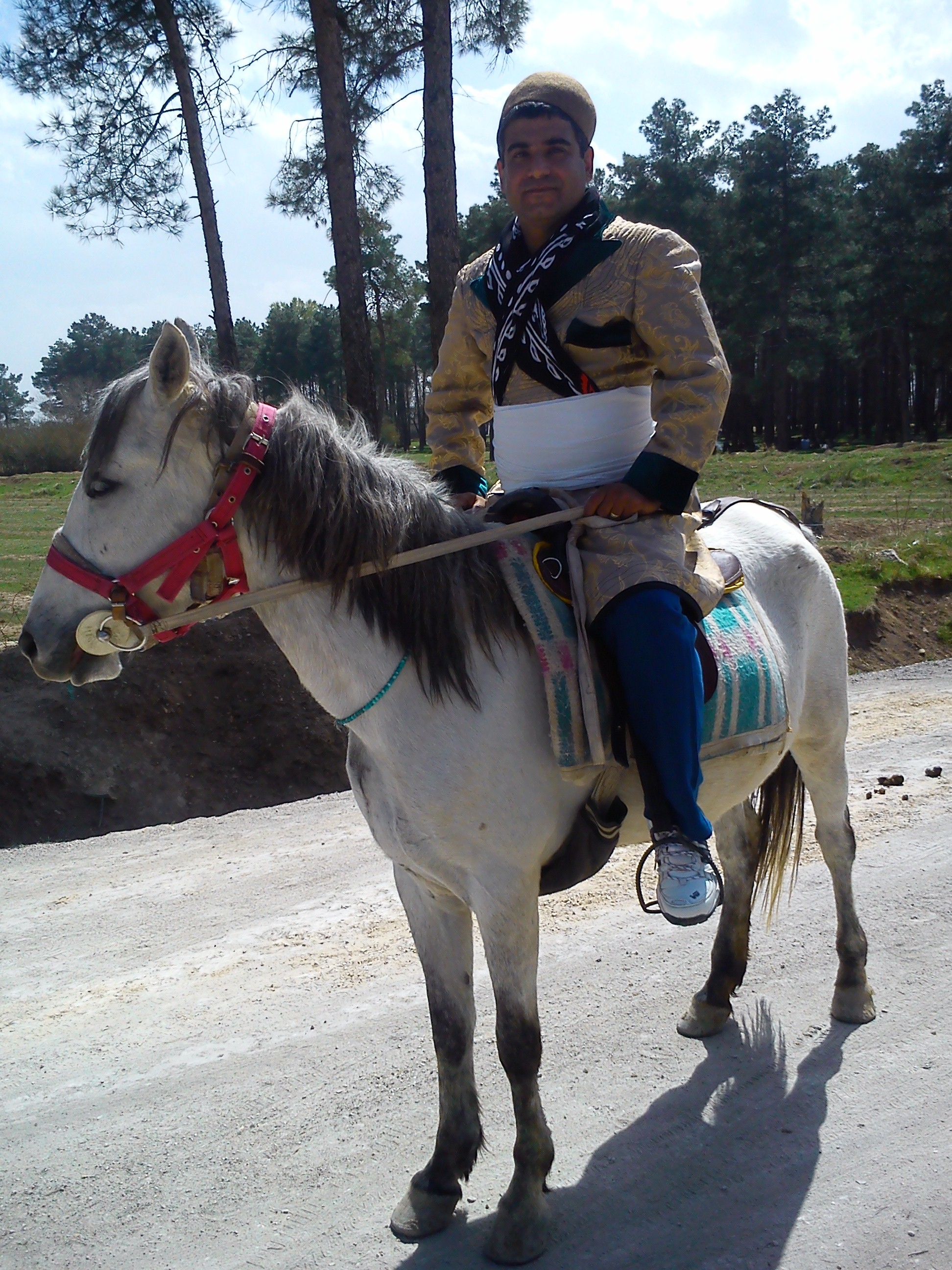
یک مرد اهل استان لرستان با کلاه نمدی

کلاه نمدی کلاهی است ساخته‌شده از نمد که بخشی از پوشش مردان لُر، لک، کُرد، ایل قشقایی و بسیاری دیگر از اقوام ایرانی به شمار می‌آید. نَمَدِ این کلاه از پشم گوسفند تهیه می‌شود که با ایجاد فشار، حرارت و رطوبت و قرار دادن در قالب به شکل مطلوب درمی‌آید. کلاه نمدی در اندازه‌های مختلف و در رنگ‌های متنوع (بسته به فرهنگ هر قوم، ایل و طایفه) درست می‌شود. به عنوان مثال کلاه نمدی لرها که از زمان‌های بسیار قدیم تاکنون مورد استفاده‌ می‌گیرد به رنگ‌های مشکی، سفید و قهوه‌ای است.

## پیشینه تاریخی
کلاه نمدی ریشه در ایران باستان و برخی از تمدنهای همجوار ایران دارد. قدیمی‌ترین نقش برجسته از کلاه نمدی مربوط به آنوبانی‌نی پادشاه لولوبی‌ها در سرپل ذهاب در استان کرمانشاه است. این نقش برجسته که حاکم لولوبی‌ها را با کلاه نمدی نشان می‌دهد قدمتی نزدیک به ۵۰۰۰ سال دارد. همچنین، در نقش‌برجسته‌ی هومبان-هلتش-سوم آخرین پادشاه ایلامی این کلاه گرد نمدی مشاهده شده است. در نقوش برجسته تخت جمشید مردان قوم ماد با کلاه نمدی گِرد به تصویر کشیده شده‌اند.

## طرح‌ها
کلاه نمدی طرح‌های مختلفی دارد. از این طرح‌ها می‌توان به کلاه نمدی نیمه‌گِرد متوسط (مرسوم در میان اقوام لر و نیز برخی از مردم کُرد استان کرمانشاه)، نوک تیز کوتاه و کلاه نمدی کج (مرسوم در میان ایل زنگنه)، کلاه نمدی با طرح تاج ساسانی (مرسوم در بین قشقایی‌ها و ایل شاهسوند)، کلاه نمدی بلند (مرسوم در میان مردان شیراز، تهران و مناطق مرکزی ایران در پیش از تشکیل دولت مدرن در ایران)، کلاه گرد کوتاه (مرسوم در میان مردان همدان، برخی از مردم استان کرمانشاه، مردان منطقه دیلمان، مازنی‌ها و گلیک‌ها) و کلاه نمدی مخروطی بلند و چین دار (مرسوم در میان ایزدیان منطقه شنگال در کشور عراق) و … اشاره کرد.

## رنگ‌ها
کلاه‌های نمدی علاوه بر اینکه به لحاظ ساختار و اندازه متنوع‌اند، دارای رنگهای مختلف نیز می‌باشند. کلاه نمدی مشکی غالباً در میان مردان ایل بختیاری در مناطق مسجد سلیمان، چهارمحال و بختیاری و روستاهای اطراف اصفهان مرسوم است. کلاه نمدی گرد متوسط به رنگ مشکی حتی در گذشته در میان مردان ایل کلهر از ایلات کُرد نیز مرسوم بوده‌است. نوعی کلاه نمدی به رنگ سیاه و شکل مخروطی وارونه به نام «گَگو» در میان مردان کُرد کلهر رواج داشت که گلونی، شَدَه یا قلاخی به دور آن بسته می‌شد. کلاه سفید و نیمه‌گرد با اندازه متوسط کلاه رایجی در میان مردان لک در استان‌های کرمانشاه و لرستان بوده‌است و در گذشته مردم کرمانشاه از لک‌ها به عنوان کلاه‌سفیدها یاد کرده‌اند. کلاه نمدی قهوه‌ای رنگ غالباً در میان مردان عشایر در استان همدان، دیلمان، مردان گلیک و مازنی مرسوم بوده‌است. رنگ کلاه مردان بوشهر، دشتستان و تنگستان، قشقایی‌ها و ممسنی‌ها نیز غالباً به رنگ کرمی و خاکستری است. ایزدیان منطقه شنگال نیز در برخی از مراسم آیینی از کلاه مخروطی بلند و چین‌دار که قهوه‌ای‌رنگ است استفاده می‌کنند.

## کلاه نمدی در تصوف
فرهنگ کلاه نمدی، به پوشش گروه‌های قومی مختلف خلاصه نمی‌شود. در گذشته و حال، استفاده از کلاه نمدی به بخشی از پوشش اعتقادی برخی از فرقه‌های تصوف هم تبدیل شده و برخی از دراویش، صوفیان و قلندران نیز از کلاه نمدی استفاده می‌کنند. بر روی کلاه نمدی متصوفه بعضاً اشعاری عرفانی و غالباً نام امام اول شیعیان نقش بسته‌است. کلاه نمدی اهل طریقت معمولاً سفیدرنگ و بلند است تا سازندۀ کلاه بتواند نقوش، کلام‌ها، اشعار و عنوان‌های مورد علاقۀ درویش را روی آن بنویسد یا گل‌دوزی کند. برخی از دراویش هم از کلاه نمدی مشکی استفاده می‌کنند که برای نوشتن اشعار بر روی کلاه از رنگ طلایی و زرین استفاده می‌شود.
شعری در وصف کلاه نمدی اهل تصوف:
| درویشم و گِدا و برابر نمی‌کنم |  | پشمین کلاهِ خویش به صد تاجِ خُسروی |

## کلاه نمدی در ادبیات ایران
ابوالقاسم فردوسی شاعر فارسی‌سرای ایرانی در بخش‌هایی از شاهنامه به کلاه اشاره کرده است:
| به ایران زِ هر سو که رفت آگهی |  | بینداخت هر کس کلاه مهی |

در سوگواری رستم برای سهراب:
| همه جامه کرده کبود و سیاه |  | همه خاک بر سر به جای کُلاه |

## یادکردها
1. ↑  خان‌محمدی و دولتی‌سیاب، جایگاه پوشش سنتی لک‌زبانان لرستان در تک‌بیتی‌های آنان.
2. 1 2  سلطانی، محمدعلی. ۱۳۷۴. جغرافیای تاریخی و تاریخ مفصل کرمانشاهان، ج ١، تهران: مؤسسۀ فرهنگی نشر سها، چاپ اول؛ ص ٢٥٣.
3. ↑  چگونه کلاه نمدی می‌سازند؟، تابناک.
4. ↑  کلاه‌هایی که ایرانیان باستان بر سر می‌گذاشتند، تبیان.
5. ↑  کلاه نمدی در بختیاری بایگانی‌شده  در ۲۶ دسامبر ۲۰۱۸ توسط Wayback Machine، پایگاه فرهنگی پژوهشی آزادمردان بختیاری.
6. 1 2   بایگانی‌شده  در ۲۶ دسامبر ۲۰۱۸ توسط Wayback Machine,
7. ↑  Feqir Xıdır ü Tahsin Xıdır- Ahmedo- denge Ezidi.